# The Rocky Horror Picture Show
The Rocky Horror Picture Show är en brittisk science-fiction skräck-komedi musikalfilm från 1975 i regi av Jim Sharman. Filmen är baserad på Richard O'Briens scenmusikal The Rocky Horror Show från 1973 och är en parodi på och en hyllning till science fiction- och skräckfilmer i B-filmsklassen från 1930-talet fram till det tidiga 1970-talet. I huvudrollerna ses O'Brien, Tim Curry, Susan Sarandon och Barry Bostwick.
En remake gjordes 2016.

## Handling
Det nyförlovade paret Brad (Barry Bostwick) och Janets (Susan Sarandon) bil går sönder mitt ute i ödemarken en regnig kväll i november. De försöker få tag i en telefon för att kunna få hjälp och kommer en stund senare dyblöta fram till ett närbeläget slott. 
I slottet pågår det årliga konventet för Transylvanier för fullt och de möts av Riff Raff (Richard O'Brien), hans syster Magenta (Patricia Quinn) och groupien Columbia (Nell Campbell). Det dansas, sjungs och festas i högt tempo i den bisarra slottsförsamlingen.
Slottets herre, Dr. Frank-N-Furter (Tim Curry), ansluter sig snart och hälsar på sina gäster. Han visar sig vara en galen vetenskapsman som bland annat ägnar sig åt crossdressing och åt att finna livets hemlighet; den perfekte mannen, en skapelse han döpt till Rocky. Plötsligt befinner sig även Brad och Janet, med skräckblandad förtjusning, i ett av Dr. Frank-N-Furters experiment.

## Rollista i urval
- Tim Curry - Dr. Frank-N-Furter
- Susan Sarandon - Janet Weiss
- Barry Bostwick - Brad Majors
- Richard O'Brien - Riff Raff
- Patricia Quinn - Magenta
- Nell Campbell - Columbia
- Jonathan Adams - Dr. Everett Von Scott
- Peter Hinwood - Rocky Horror
- Meat Loaf - Eddie
- Charles Gray - kriminologen / berättare
- Jeremy Newson - Ralph Hapschatt
- Hilary Labow - Betty Munroe

## Om filmen
Filmen har länge varit en kultfilm där publiken deltar aktivt. Det finns åtskilliga stickrepliker som publiken kan ropa för att göra filmen roligare. Dessutom finns en lång lista på saker som publiken uppmanas ta med sig in i biosalongen när man ser The Rocky Horror Picture Show, bland annat: vattenpistol, konfetti och en bit rostat bröd. Det rostade brödet ska exempelvis kastas mot bioduken när en av karaktärerna föreslår "A toast!".

## Musik i filmen i urval
- "Science Fiction/Double Feature", sjungs av Richard O'Brien
- "Dammit Janet", sjungs av Barry Bostwick och Susan Sarandon
- "There's a Light (Over at the Frankenstein Place)", sjungs av Susan Sarandon, Barry Bostwick & Richard O'Brien
- "The Time Warp", sjungs av Richard O'Brien, Patricia Quinn, Charles Gray & Nell Campbell
- "Sweet Transvestite", sjungs av Tim Curry
- "The Sword of Damocles", sjungs av Peter Hinwood
- "I Can Make You a Man", sjungs av Tim Curry, Susan Sarandon, Barry Bostwick, Richard O'Brien, Patricia Quinn & Nell Campbell
- "Hot Patootie – Bless My Soul", sjungs av Meat Loaf
- "Touch-a, Touch-a, Touch-a, Touch Me", sjungs av Susan Sarandon, Patricia Quinn, Nell Campbell, Peter Hinwood, Barry Bostwick, Tim Curry & Richard O'Brien